# Каре-Рудхан
Каре-Рудхан (перс. كره رودخان) — село в Ірані, у дегестані Отаквар, у бахші Отаквар, шагрестані Лянґаруд остану Ґілян. За даними перепису 2006 року, його населення становило 63 особи, що проживали у складі 20 сімей.